# Chiquinho Carlos
 (février 2013).
Pour les articles homonymes, voir Chiquinho et Carlos.
Francisco Carlos da Silva, dit Chiquinho Carlos, est un joueur de football brésilien né le 26 avril 1963 à Taquaritinga. Il était attaquant.

## Carrière
- 1983-1984 :  Botafogo FR
- 1985-1986 :  CR Flamengo
- 1986-1988 :  Benfica Lisbonne
- 1988-1991 :  Vitória Guimarães
- 1991-1993 :  Sporting Braga
- 1993-1995 :  Vitória Setúbal
- 1995-1997 :  Académico de Viseu
- 1997-1998 :  Atlético CP
- 1998-2002 :  CD Mafra
- 2002-2007 :  GD Igreja Nova[1],[2]

## Palmarès
- Finaliste de la Coupe d'Europe des clubs champions en 1988 avec le Benfica Lisbonne
- Champion du Portugal en 1987 avec le Benfica Lisbonne
- Vainqueur de la Coupe du Portugal en 1987 avec le Benfica Lisbonne
- Vainqueur de la Supercoupe du Portugal en 1988 avec le Vitória Guimarães